# Lucas Digne
Lucas Digne (Meaux, Franciaország, 1993. július 20. –) francia labdarúgó, jelenleg az Aston Villa játékosa.

## Karrierje

### Lille OSC

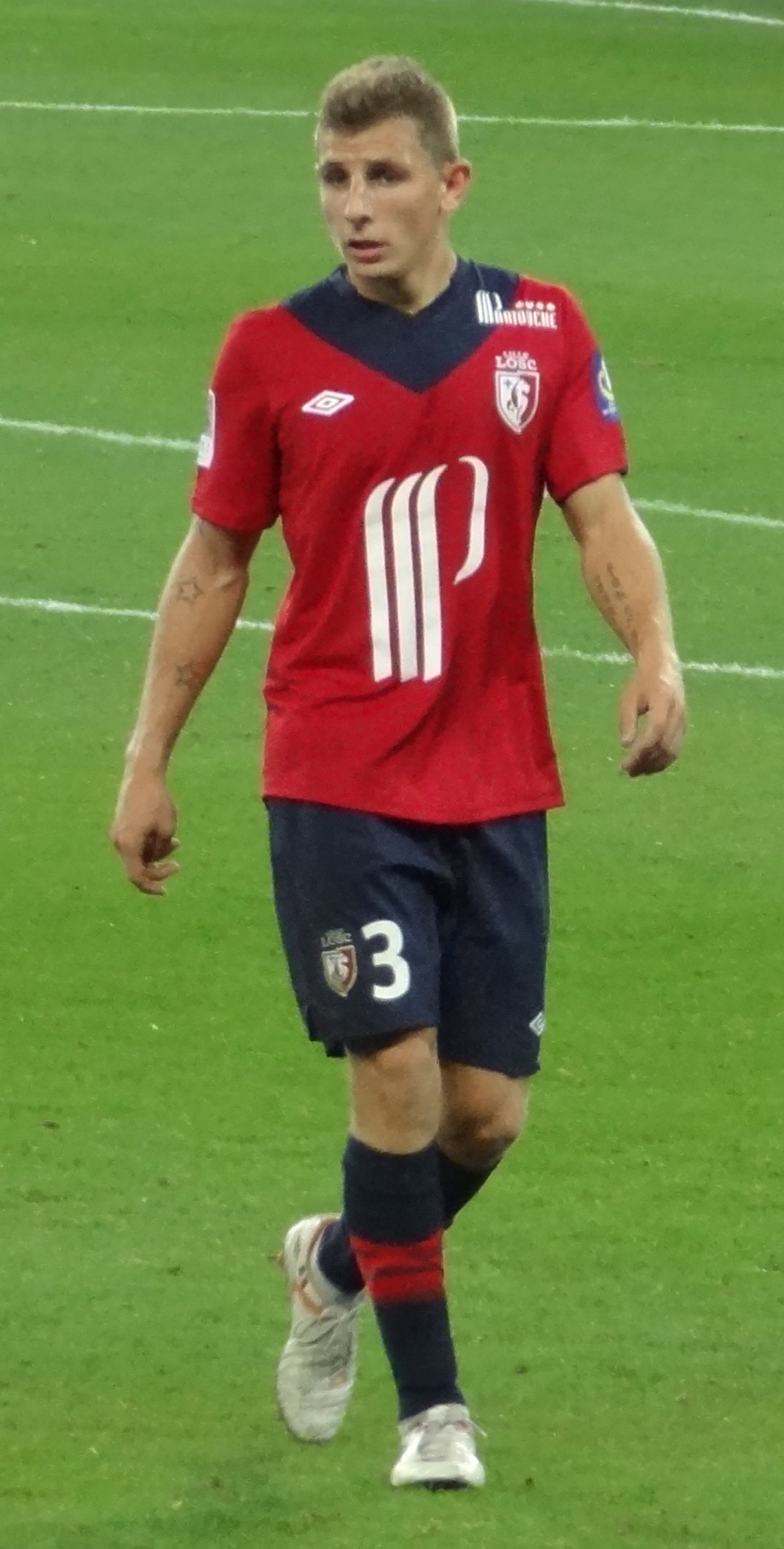

2005-ben került a Lille akadémiájára. 2010. június 27-én kapta meg élete első profi szerződését a Lille csapatától egészen 2013-ig, de ezt később hosszabbították 2016-ig. 2011. október 26-án debütált a CS Sedan Ardennes csapat ellen 3-1-re megnyert ligakupa mérkőzésen. Csapatában a 3-as mezszámot viselte.
A 2012–13-as szezonban megszerezte az első gólját a bajnokok ligájában az FC København csapata elleni selejtező mérkőzésen. 2013. április 7-én a bajnokságban is megszerezte első gólját, mégpedig az FC Lorient elleni 5-0-ra megnyert hazai mérkőzésen. Két héttel később újra eredményes volt, az SC Bastia csapata ellen.
A szezon során alapembere lett klubjának és Bajnokok Ligájában is debütált. Több klub is érdeklődött iránta, de végül a szintén francia Paris Saint-Germain csapatába igazolt két év után a nevelő klubjától, a Lille-től.

### Paris Saint-Germain
2013. július 17-én 5 évre szóló szerződést írt alá a Paris Saint-Germain csapatával, közel 15 millió euróért. A 21-es mezszámot kapta meg a párizsi csapatnál. 2013. szeptember 13-án kezdőként debütált a Girondins de Bordeaux elleni idegenbeli mérkőzésen, amit 2-0-ra nyertek meg.

## Válogatott

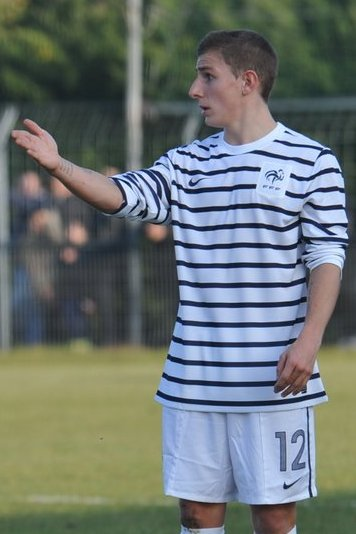
A U19-es válogatott mezében

2008 és 2012 között a Francia U16, a U17, a U18 és az U19-es válogatottat képviselte. Tagja volt a 2012-es U19-es labdarúgó-Európa-bajnokságon részt vevő keretnek. A torna elődöntőjében kaptak ki a későbbi győztes Spanyol válogatott-tól. 2013. február 5-én debütált a Francia U20-as válogatottban és rögtön első mérkőzésén a Portugál U20 ellen gólt szerzett. Részt vett a 2013-as U21-es labdarúgó-Európa-bajnokságon rész vevő válogatottnak, amelyet a Spanyol U21-es labdarúgó-válogatott ellen 4-2-re megnyertek.
2014. március 5-én debütált a Francia labdarúgó-válogatottban a Holland labdarúgó-válogatott ellen 2-0-ra megnyert barátságos mérkőzésen, amelyben Patrice Evra cseréjeként lépett pályára a második félidőben.

## Statisztika

### Klub
2022. május 19. szerint.
| Klub                | Szezon           | Bajnokság | Bajnokság | Kupa    | Kupa  | Ligakupa | Ligakupa | Nemzetközi | Nemzetközi | Egyéb   | Egyéb | Összesen | Összesen |
| Klub                | Szezon           | Meccsek   | Gólok     | Meccsek | Gólok | Meccsek  | Gólok    | Meccsek    | Gólok      | Meccsek | Gólok | Meccsek  | Gólok    |
| ------------------- | ---------------- | --------- | --------- | ------- | ----- | -------- | -------- | ---------- | ---------- | ------- | ----- | -------- | -------- |
| Lille               | 2011–12          | 16        | 0         | 1       | 0     | 1        | 0        | —          | —          | —       | —     | 18       | 0        |
| Lille               | 2012–13          | 33        | 2         | 2       | 0     | 2        | 0        | 7          | 1          | —       | —     | 44       | 3        |
| Lille               | Összesen         | 49        | 2         | 3       | 0     | 3        | 0        | 7          | 1          | —       | —     | 62       | 3        |
| Paris Saint-Germain | 2013–14          | 15        | 0         | 1       | 0     | 2        | 0        | 2          | 0          | —       | —     | 20       | 0        |
| Paris Saint-Germain | 2014–15          | 15        | 0         | 5       | 0     | 2        | 0        | 1          | 0          | 1       | 0     | 24       | 0        |
| Paris Saint-Germain | Összesen         | 30        | 0         | 6       | 0     | 4        | 0        | 3          | 0          | 1       | 0     | 44       | 0        |
| Roma (kölcsönben)   | 2015–16          | 33        | 3         | 1       | 0     | —        | —        | 8          | 0          | 0       | 0     | 42       | 3        |
| Barcelona           | 2016–17          | 17        | 0         | 3       | 1     | —        | —        | 4          | 0          | 2       | 0     | 26       | 1        |
| Barcelona           | 2017–18          | 12        | 0         | 4       | 0     | —        | —        | 3          | 1          | 1       | 0     | 20       | 1        |
| Barcelona           | Összesen         | 29        | 0         | 7       | 1     | —        | —        | 7          | 1          | 3       | 0     | 46       | 2        |
| Everton             | 2018–19          | 35        | 4         | 1       | 0     | 1        | 0        | —          | —          | —       | —     | 37       | 4        |
| Everton             | 2019–20          | 35        | 0         | 1       | 0     | 3        | 1        | —          | —          | —       | —     | 39       | 1        |
| Everton             | 2020–21          | 30        | 0         | 4       | 0     | 3        | 0        | —          | —          | —       | —     | 36       | 0        |
| Everton             | 2021–22          | 10        | 0         | 0       | 0     | 2        | 1        | —          | —          | —       | —     | 12       | 1        |
| Everton             | Összesen         | 110       | 4         | 5       | 0     | 9        | 2        | —          | —          | —       | —     | 125      | 6        |
| Aston Villa         | 2021–22          | 15        | 0         | 0       | 0     | 0        | 0        | 0          | 0          | 0       | 0     | 15       | 0        |
| Karrier összesen    | Karrier összesen | 266       | 9         | 22      | 1     | 16       | 2        | 25         | 2          | 4       | 0     | 332      | 14       |

### Válogatott
2021. november 16. szerint.
| Válogatott    | Szezon   | Mérkőzés | Gólok |
| ------------- | -------- | -------- | ----- |
| Franciaország | 2014     | 8        | 0     |
| Franciaország | 2015     | 2        | 0     |
| Franciaország | 2016     | 5        | 0     |
| Franciaország | 2017     | 5        | 0     |
| Franciaország | 2018     | 3        | 0     |
| Franciaország | 2019     | 7        | 0     |
| Franciaország | 2020     | 5        | 0     |
| Franciaország | 2021     | 8        | 0     |
| Franciaország | 2022     | 1        | 0     |
| Összesen      | Összesen | 44       | 0     |

## Sikerei, díjai

### Klub
- Paris Saint-Germain:
  - Francia bajnok: 2013–2014, 2014–2015
  - Francia kupa: 2014–2015
  - Francia ligakupa: 2013–2014, 2014–2015
  - Francia szuperkupa: 2013, 2014, 2015
- Barcelona:
  - Spanyol bajnok: 2017–2018
  - Spanyol kupa: 2016–2017, 2017–2018
  - Spanyol szuperkupa: 2016

### Válogatott
- Francia U20:
  - U20-as labdarúgó-világbajnokság: 2013
- Franciaország:
  - UEFA Nemzetek Ligája: 2020–2021

### Egyéni
- Az Everton szezon játékosa: 2018–2019 (Idrissa Gueye-jel megosztva)